# مايكل شانكس
مايكل شانكس (بالإنجليزية: Michael Shanks)‏ (و. 1970  م) هو ممثل، وممثل أفلام، وممثل تلفزي، وكاتب سيناريو، من كندا، ولد في فانكوفر.

## التعليم
تعلم في جامعة كولومبيا البريطانية، والمدرسة الوطنية للفنون الجميلة.

## وصلات خارجية
- مايكل شانكس على موقع IMDb (الإنجليزية)
- مايكل شانكس على موقع ألو سيني (الفرنسية)
- مايكل شانكس على موقع أول موفي (الإنجليزية)
- مايكل شانكس على موقع إن إن دي بي (الإنجليزية)
- مايكل شانكس على موقع قاعدة بيانات الفيلم (الإنجليزية)
- مايكل شانكس على موقع كينوبويسك (الروسية)